# Der verfassungsfeindliche Verfassungsschutz
Der verfassungsfeindliche Verfassungsschutz ist ein Schulungsfilm des Ministeriums für Staatssicherheit von 1988 über die vermeintlichen Tätigkeiten des westdeutschen Bundesamtes für Verfassungsschutz sowie insbesondere des Westberliner Landesamtes für Verfassungsschutz auf dem Gebiet der DDR.
Diese hätten sich von ihrem gesetzlichen Auftrag, die bundesdeutsche Verfassung zu schützen, abgewendet und mischten sich in die inneren Angelegenheiten der DDR ein, indem sie beispielsweise über in der DDR akkreditierte Journalisten westdeutscher Medien wie ARD, ZDF, dpa oder Spiegel die DDR-Opposition steuerten, um den DDR-Sozialismus zu beseitigen.

## Inhalt
Es wird zuerst über Aktivitäten der unabhängigen Friedens- und Umweltbewegung in Ost-Berlin berichtet, sowie über staatliche Gegenmaßnahmen, wie die Verhaftungen in der Umweltbibliothek der Zionsgemeinde im November 1987 und die Verhinderung von Protesten bei der Liebknecht-Luxemburg-Demonstration 1988. Die Oppositionellen werden dabei als Feinde und feindlich-negative Kräfte bezeichnet, die die Ordnung in der DDR, ihre Dialogbereitschaft und Friedensaktivitäten stören wollten.
Es wird auch auf westliche  Korrespondenten hingewiesen, besonders der ARD, des ZDF und des Spiegel sowie auf westliche Diplomaten in der DDR, die diese unterstützten.
Danach wird über einen übergelaufenen Mitarbeiter des bayerischen Verfassungsschutzes berichtet, und dessen Aussagen bei Befragungen durch das MfS gezeigt.
Anschließend werden die Strukturen und Aufgaben des Verfassungsschutzes erläutert, auch in den Bundesländern. Dabei wird darauf hingewiesen, dass dieser eigentlich nur in der Bundesrepublik tätig sein dürfe und dessen „Spionage-Angriffe“ gegen die DDR zusammen mit BND, MAD und Geheimdiensten von NATO-Partnerstaaten, insbesondere der USA, Großbritanniens und Frankreichs nicht zu seinen Aufgaben gehörten.
Es wird auch beklagt, dass sich dessen Aktivitäten besonders gegen die SED-nahen Parteien DKP und SEW und weitere linke Organisationen richten  und rechte Aktivitäten wenig beachtet würden.
Zu den Hauptinformationsquellen für den Verfassungsschutz zählten Reisende aus der DDR, die nach ihrer Ankunft in der Bundesrepublik von Mitarbeitern des Verfassungsschutzes befragt werden, darunter auch Reisekader und Übersiedler in den Notaufnahmelagern. Es wird ausdrücklich darauf hingewiesen, dass der Verfassungsschutz ein großes Interesse an Doppelagenten habe.

## Hintergründe
Der verfassungsfeindliche Verfassungsschutz war ein Schulungsfilm der Spionageabwehr des Ministeriums für Staatssicherheit (HA II). Er sollte die Mitarbeiter über die Strukturen des Verfassungsschutzes und dessen Einflussversuche in der DDR aufklären.  Der Film enthält vor allem Filmaufnahmen des MfS in der DDR, in West-Berlin und in der Bundesrepublik, sowie Zeitungsausschnitte aus westdeutschen Medien. Er ist mit Hintergrundmusik, schnellen Schnitten und zwei sich abwechselnden Sprechern professionell gestaltet.
Der Status der DDR als völkerrechtlich souveräner Staat blieb auch nach dem Grundlagenvertrag von 1972 strittig. Während die DDR die innerdeutsche Grenze als Staatsgrenze ansah, hatte die Bundesrepublik die DDR zwar staats-, nicht aber völkerrechtlich anerkannt und sah das Gebiet der DDR nicht als „Ausland“ an.
Tatsächlich verrieten auch die im Bundesamt für Verfassungsschutz für die Spionagebekämpfung der DDR-Geheimdienste in der Bundesrepublik zuständigen Mitarbeiter Hansjoachim Tiedge und Klaus Kuron in den 1980er Jahren Dienstgeheimnisse an das MfS.
Die Stasi-Unterlagenbehörde (BStU) hat   eine gekürzte Fassung (ohne die Aussagen des bayerischen Verfassungsschutz-Überläufers) in  ihrer Mediathek als einen von wenigen Filmen öffentlich zugänglich gemacht. 2009 wurde er im Zeughauskino des Deutsches Historisches Museum Berlin in der Reihe Kino der Geheimdienste in Ausschnitten gezeigt. Kuratiert wurde die Filmreihe vom Barbara Wurm, Dietmar Kammerer und Karin Fritzsche.